# كايل مريديث فيليبس جونيور
كايل مريديث فيليبس جونيور (بالإنجليزية: Kyle Meredith Phillips, Jr.)‏ هو باحث في تاريخ العصور الكلاسيكية وعالم إنسان أمريكي، ولد في 20 مايو 1934 في كابوت في الولايات المتحدة، وتوفي في 7 أغسطس 1988 في برين مار ‏ في الولايات المتحدة.